# Autoroute A-42 (Espagne)
Pour les articles homonymes, voir A42.
L'autoroute espagnole A-42 appelée aussi Autovía de Toledo est une voie express permettant de relier Madrid à Tolède et la plupart des villes de la banlieue sud de Madrid.
L'A-42 double la route nationale N-401 et elle est elle-même doublée par l'AP-41
Étant donné les échanges important entre Madrid et Tolède, cette voie express est une des plus saturées d'Espagne notamment aux heures de pointe. En effet sur certains secteurs elle peut voir défiler 100 000 véhicules par jour.

## Tracé
- L'autoroute se détache de la M-30 (périphérique de Madrid) où elle croise toutes les rocades de la capitale (M-40, M-45, M-50).
- Elle poursuit son chemin vers le sud où elle dessert les principales villes au sud de l'agglomération de Madrid (Leganés, Getafe, Parla, etc.).
- Elle croise l'A-40 (Avila - Teruel) au nord de Tolède et vient se connecter à sa rocade (TO-20) par le nord.

## Sorties
De Madrid à Tolède
| Sorties         | Villes                                                                            |          |
| --------------- | --------------------------------------------------------------------------------- | -------- |
|                 | Madrid-Paseo Santa Maria de la Cabeza                                             |          |
|                 | Périphérique de Madrid Madrid-Paseo Santa Maria de la Cabeza                      | M-30     |
| 01              | Madrid-Parque Sur                                                                 |          |
| 02              | Madrid-Avenida de los Poblados                                                    |          |
|                 | Toutes directions                                                                 | M-40     |
| 04              | Polígono Arroyo de Butarque                                                       | M-616    |
| 05              | Villaverde Alto - Zarzaquemada Centro Comercial ParqueSur (Leganés)               |          |
|                 | Toutes directions                                                                 | M-45     |
| 07              | Getafe Nord                                                                       |          |
| 08              | Getafe - Leganés - Alcorcon                                                       | M-406    |
| 09              | Getafe Sud Zones Industrielles El Lomo San Marcos Los Angeles                     | M-406    |
| 10              | Sector 3 Getafe - Capital M50                                                     |          |
|                 | Toutes directions                                                                 | M-50     |
| 12              | Fuenlabrada - Mostoles - Pinto                                                    | M-506    |
| 14              | Zones Industrielles                                                               |          |
| 15              | Parla Nord                                                                        |          |
| 16              | Parla Ouest                                                                       |          |
| 17              | Parla Sud                                                                         |          |
| 18              | Hôpital de Parla Arroyomolinos - Valdemoro                                        | M-410    |
| 19              | Torrejón de la Calzada Nord                                                       |          |
| Aire de service |                                                                                   |          |
| 20              | Torrejón de la Calzada Ouest - Torrejón de Velasco                                | M-404    |
| 21              | Torrejón de la Calzada Sud                                                        |          |
| 22              | Casarrubuelos                                                                     | M-417    |
| 24              | Zone Industrielle                                                                 |          |
| 25              | Illescas Nord                                                                     | N-401a   |
| 26              | Illescas Est                                                                      |          |
| 27              | Illescas Sud                                                                      |          |
| 28              | Numancia de la Sagra - Yuncos Est                                                 | CM-4004  |
| 29              | Yuncos Sud                                                                        | M-126    |
| 30              | Yuncler - Polígono industrial - Lominchar                                         | CM-9050  |
| 31              | Villaluenga de la Sagra - Cobeja                                                  | TO-45-11 |
| 32              | Cabañas de la Sagra - Urbanización El Pinar (Villaluenga) Polígono industrial     |          |
| 33              | Cabañas de la Sagra - Magán - Yunclillos                                          | M-141    |
|                 | Avila - Torrijos Ocana - Cuenca - Teruel Talavera de la Reina - Badajoz A-5       | A-40     |
| 35              | Olías del Rey - Bargas                                                            |          |
| 36              | Urbanizaciones                                                                    |          |
|                 | Rocade de Tolède Tolède Nord - Tolède-Avenida de Madrid Tomelloso - Cordoue CM-42 | TO-20    |